# Schönenbuch
Schönenbuch é uma comuna da Suíça, situada no distrito de Arlesheim, no cantão de Basileia-Campo. Tem 1,36 km² de área e sua população em 2018 foi estimada em 1.395 habitantes.